# In (film)
In är en svensk thriller i kortfilmsformat från 2011. Filmen är skriven av Jens Jonsson och regisserad av Adam Berg. I rollerna ses Johan Widerberg, Joakim Nätterqvist, Vera Vitali och Freja Ahlberg.

## Handling
En man blir uppringd av en bekant som behöver hjälp med att leta reda på en försvunnen leksak inne i en tågtunnel. Männen beger sig in i den mörka tunneln som ter sig hotfull och okänd och tvingas därinne komma allt närmare varandra.

## Rollista
- Johan Widerberg – Håkan
- Joakim Nätterqvist – Magnus
- Vera Vitali – Ann-Sofie
- Freja Ahlberg	– dotter

## Om filmen
Filmen producerades av Magdalena Jangard och Kristina Wibom för produktionsbolagen Cinemacho AB och Camp David AB. Den samproducerades av Sveriges Television, Dagsljus Filmequipment AB och R.Rum AB och fick ekonomiskt stöd av Stiftelsen Svenska Filminstitutet. Filmens förlaga var novellen med samma namn av Jerker Virdborg, vilken ursprungligen publicerades i novellsamlingen Landhöjning två centimeter per natt (2001). Fotograf var Linus Sandgren, kompositörer Joakim Berg och Martin Sköld och klippare Joakim Pietras. Filmen premiärvisades den 28 januari 2011 på Göteborgs filmfestival och visades samma år av Sveriges Television.
In belönades 2011 med Svenska Filminstitutets och Sveriges Televisions novellfilmpris.